# كريستيان إريكسن (لاعب كرة قدم)
كريستيان إريكسن (بالنرويجية البوكمول: Kristian Eriksen)‏ هو لاعب كرة قدم نرويجي في مركز الهجوم، ولد في 18 يوليو 1995 في هامر في النرويج. لعب مع Hamarkameratene ‏.

## وصلات خارجية
- كريستيان إريكسن على موقع الاتحاد الأوربي (الإنجليزية)
- كريستيان إريكسن على موقع اتحاد النرويج (النرويجية)
- كريستيان إريكسن على موقع قاعدة بيانات كرة القدم.إي يو (الإنجليزية)
- كريستيان إريكسن على موقع Soccerway.com (الإنجليزية)